# Venegono Superiore
Venegono Superiore es una localidad y comune italiana de la provincia de Varese, región de Lombardía, con 7.053 habitantes.

## Evolución demográfica
| Gráfica de evolución demográfica de Venegono Superiore entre 1861 y 2001 |
|                                                                          |
| Fuente ISTAT - elaboración gráfica de Wikipedia                          |